# Malarara
Malarara ist ein Ortsteil des osttimoresischen Dorfes Aidabaleten in der Aldeia Tutubaba (Suco Aidabaleten, Verwaltungsamt Atabae, Gemeinde Bobonaro). Er liegt in einer Meereshöhe von 14 m.
Malarara befindet sich im Südosten von Aidabaleten. Südlich liegt der Ortsteil Fatulagung, westlich der Ortsteil Fatumolin und nördlich der Ortsteil Merdeka. Ein kleiner Friedhof befindet sich am Nordrand Malararas.